# 9394 Маноск
9394 Маноск (9394 Manosque) — астероїд головного поясу, відкритий 10 серпня 1994 року.
Тіссеранів параметр щодо Юпітера — 3,355.